# 井手宣通
井手 宣通（いで のぶみち、1912年（明治45年）2月1日 - 1993年（平成5年）2月1日）は、日本の洋画家。熊本県上益城郡御船町出身。
帝展、新文展、日展、光風会などを中心に活躍。その後、自ら「日洋会」を組織し、戦後の洋画壇の刷新と、日本人の感性による新たな具象絵画の可能性を追求した。
熊本市現代美術館に、井手宣通記念ギャラリーがある。

## 来歴
- 1912年（明治45年） - 熊本県上益城郡御船町に生まれる。
- 1924年（大正13年） - 旧制御船中学校（現在の熊本県立御船高等学校）で、東京美術学校を卒業後すぐに赴任していた若き美術教師富田至誠の指導を受ける。
- 1930年（昭和5年） - 東京美術学校西洋画科に入学。藤島武二、小絲源太郎らに学ぶ[2]。
- 1935年（昭和10年） - 東京美術学校西洋画科卒業、同校彫刻科に入学。
- 1940年（昭和15年） - 東京美術学校彫刻科卒業。在学中に帝展（現在の日展）に初入選し画壇デビュー。
- 1947年（昭和22年） - 朝井閑右衛門、南政善らとともに新樹会創立。
- 1966年（昭和41年） - 「千人行列」で日本芸術院賞受賞。
- 1977年（昭和52年） - 日洋展創立。
- 1980年（昭和55年） - 熊本県近代文化功労者として表彰される。
- 1982年（昭和57年） - 勲三等瑞宝章受章。
- 1990年（平成2年） - 文化功労者として表彰される。
- 1991年（平成3年） - 日展理事長就任。
- 1993年（平成5年） - 死去。勲二等瑞宝章受章。